# 爱丁堡大学校友
爱丁堡大学校友列舉了爱丁堡大学的校友，當中包括22名诺贝尔奖、9名拉斯克奖、3名图灵奖、1名菲尔兹奖与阿贝尔奖得主、3位英国首相和15位外国国家领导人。
美国天体物理学家迈克尔·哈特1978年所著的《影响人类历史进程的100名人排行榜》中，爱丁堡大学校友占据了六位，分别为提出进化论的查尔斯·达尔文（名列第16名）、提出将电、磁、光统归为电磁场现象的麦克斯韦方程组的詹姆斯·克拉克·麦克斯韦（名列第24名）、《国富论》作者，将经济学发展为现代学科的亚当·斯密（名列第30名）、获得了世界上第一台可用电话机的专利权的亚历山大·格拉汉姆·贝尔（名列第42名）、发现青霉素并开创抗生素领域的亚历山大·弗莱明（名列第43名）和外科手术消毒方法的发明者约瑟夫·李斯特（名列第60名）。

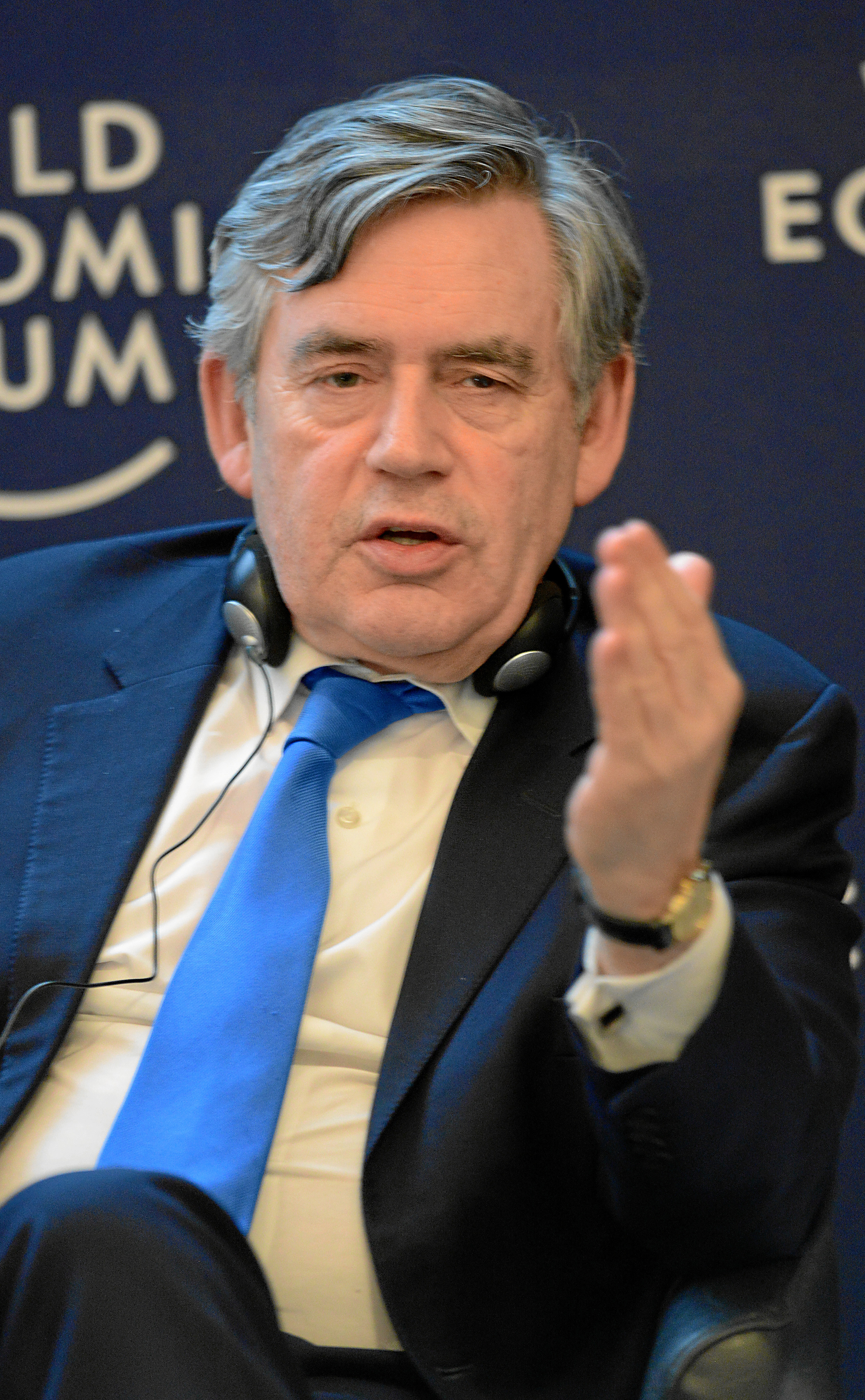
戈登·布朗

## 皇室与政治人物

### 英国

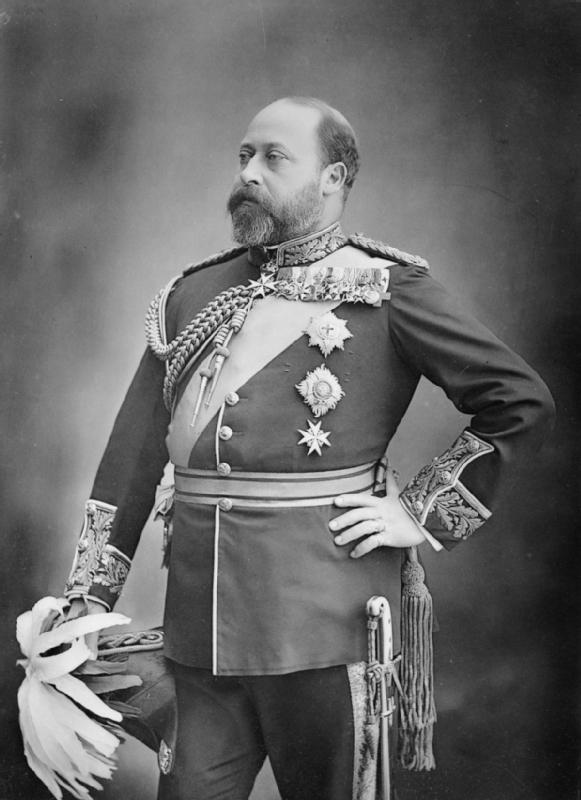
爱德华七世

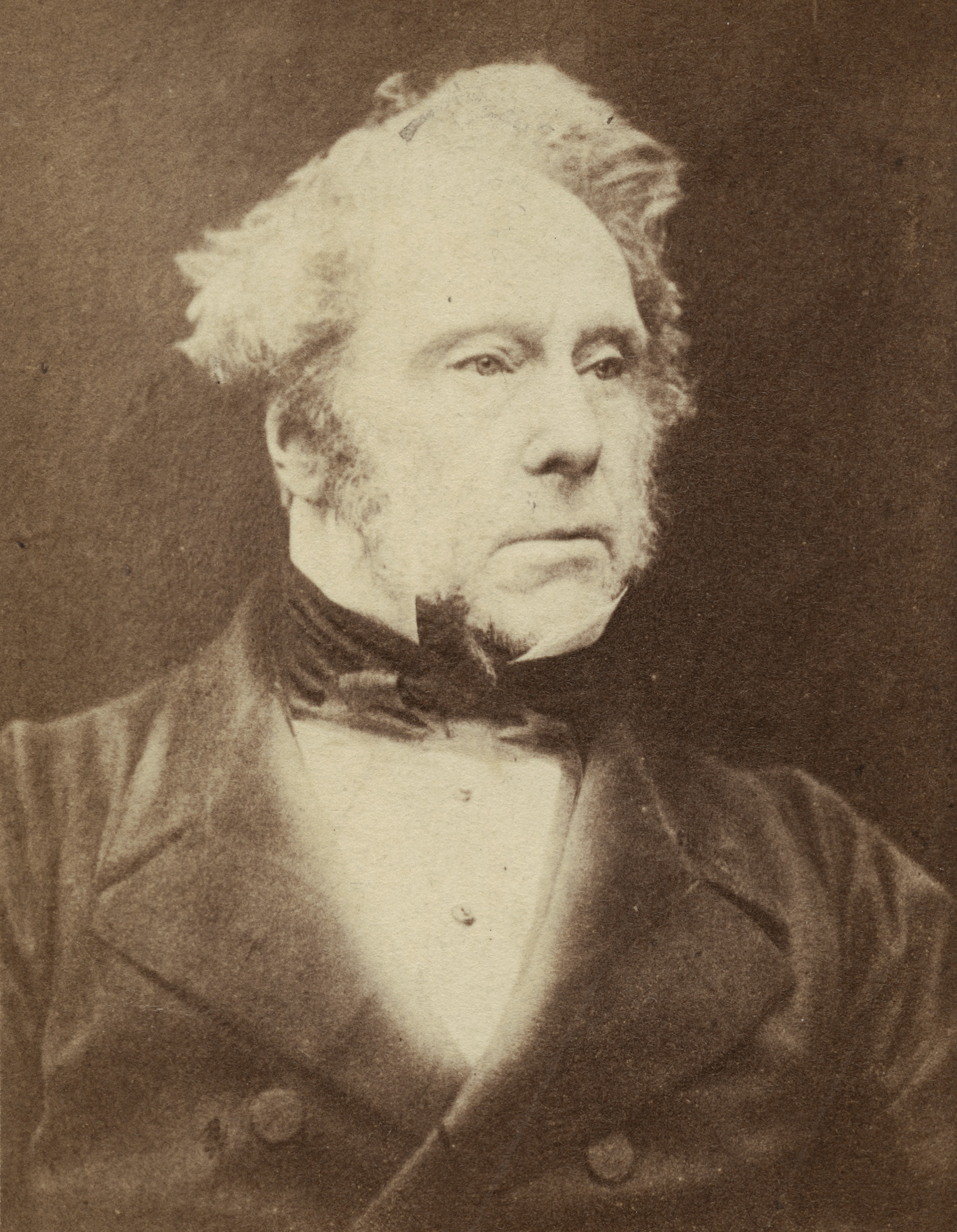
巴麦尊勋爵

- 爱德华七世，大不列颠及爱尔兰联合王国国王、印度皇帝[2]
- 約翰·羅素，第一代羅素伯爵，1846年至1852和1865年至1866任英国首相
- 亨利·坦普尔，第三代帕麦斯顿子爵，1855年至1858和1859年至1865任英国首相，同时也是英国史上在任最长的外交大臣（15年306天）
- 戈登·布朗，2007年至2010年任英国首相
- 維克托·霍普，第二代林利思戈侯爵，第42任印度总督
- 吉尔伯特·艾略特，第一代明托伯爵，第9任印度总督，首任英属科西嘉王国总督
- 约翰·克劳福，第2任新加坡驻扎官，新加坡早期的国父之一
- 柏立基，1955年至1957年任第3任新加坡总督、1958年至1964年任第23任香港总督
- 约翰·斯图亚特·麦克弗森，第9任尼日利亚总督
- 托马斯·麦克杜格尔·布里斯班，惠灵顿公爵下的英国陆军少将，第6任新南威尔士总督，由他命名的领地布里斯班现已发展成澳洲第三大城市
- 托马斯·科克伦，第十代邓唐纳德伯爵，拿破仑战争期间英国皇家海军军官，红旗海军上将，因一生从未受过败仗，被拿破仑称为“海狼”
- 约翰·安德森，第一代威瓦利子爵，曾在丘吉尔战时内阁中先后担任内政大臣、枢密院议长、财政大臣
- 亨利·佩蒂-菲茨莫里斯，第三代兰斯当侯爵，英国财政大臣、内政大臣、上议院领袖、枢密院院长
- 喬治·戈申，第一代戈申子爵，英国财政大臣、第一海軍大臣
- 亨利·邓达斯，第一代梅尔维尔子爵，英国内政大臣、陆军大臣、第一海军大臣
- 道格拉斯·亚历山大，英国交通大臣、国际发展大臣、苏格兰事务大臣
- 罗宾·库克，前英国外交和联邦事务大臣兼下议院领袖，欧洲社会党领袖
- 马尔科姆·雷夫金德，英国国防大臣、外交和联邦事务大臣、苏格兰事务大臣
- 帕特里克·麦克洛克林，英国兰卡斯特公爵郡大臣、交通大臣、保守党主席
- 安妮莉丝·多兹，现任英国工党主席
- 露絲·戴維森，现任苏格兰保守党党魁
- 戴维·蒙戴尔，英国现任苏格兰事务大臣
- 埃莉诺·莱恩，英国现任下议院副议长
- 安珀·拉德，英国历史上第三位女性內政大臣
- 罗伯特·约翰·韦彦德，现任英国最高法院大法官、联合王国最高法院院长
- 帕特里克·霍奇，现任英国最高法院大法官、联合王国最高法院副院长
- 斯特拉·雷明顿（英语：Stella_Rimington），英国軍情五處局长
- 亞美莉亞·溫莎女勳爵，英国皇室人物

### 美洲

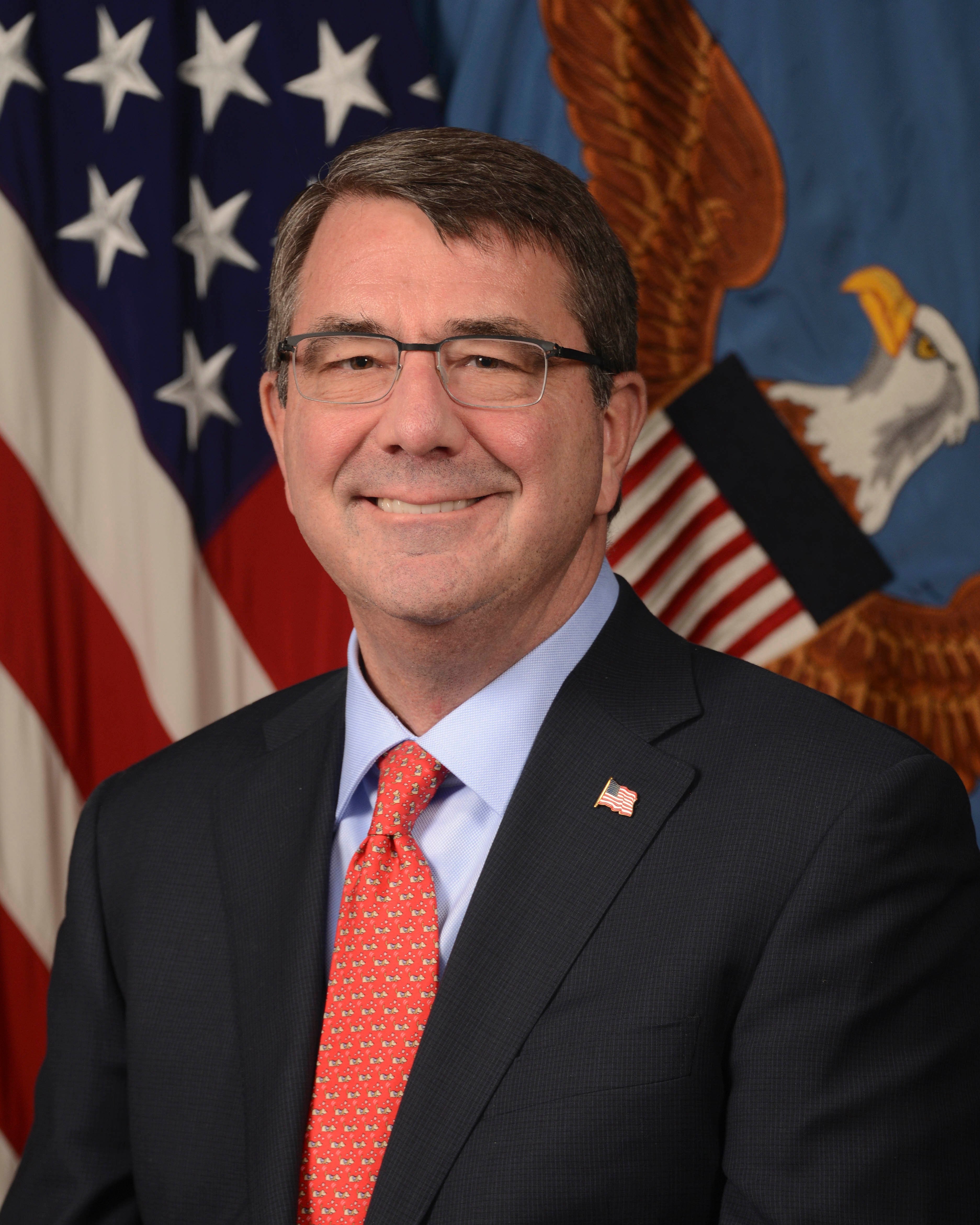
阿什顿·卡特

- 詹姆斯·威尔逊，美国《独立宣言》签署者，开国元勋和首任联邦法院大法官
- 本杰明·拉什，美国《独立宣言》签署者，开国元勋
- 约翰·威瑟斯庞（英语：John_Witherspoon），美国《独立宣言》签署者，开国元勋
- 阿瑟·圣克莱，美国独立战争时期大陆军少将，第15任大陆议会议长，战后第1任西北领地总督
- 赛勒斯·格里芬（英语：Cyrus Griffin），第16任大陆议会议长
- 亚历山大·达拉斯，美国第6任财政部长
- 乔尔·罗伯茨·波因塞特，美国第15任战争部长
- 阿什顿·卡特，美国第25任国防部长
- 威廉·弗莱明（英语：William_Fleming_(governor)），第3任弗吉尼亚州州长
- 罗伯特·布鲁克（英语：Robert Brooke (Virginia governor)）, 第10任弗吉尼亚州州长
- 托马斯·曼·伦道夫（英语：Thomas Mann Randolph Jr.），第21任弗吉尼亚州州长
- 小威廉·斯彭（英语：William Spong Jr.），前弗吉尼亚州参议员
- 塞缪尔·米切尔（英语：Samuel L. Mitchill），前纽约州参议员
- 威廉·普雷斯顿（英语：William C. Preston），前南卡罗莱纳州参议员
- 查尔斯·塔珀，加拿大第6任总理
- 簡蕙芝，第35任加拿大不列颠哥伦比亚省省长
- 比尔·莫耶斯，第11任白宫新闻发言人，前美国对外关系委员会主席
- 艾德溫·佛訥，知名保守派智库美国传统基金会的创办人，并从1977到2013年间担任主席
- 威廉·沃克，尼加拉瓜总统

### 欧洲
- 玛格丽塔公主，现任罗马尼亚王室监管人和家族族长
- 阿尔伯特二世（英语：Albert,_12th_Prince_of_Thurn_and_Taxis），第十二世圖恩和塔克西斯亲王
- 皮埃特·斯若尔德斯·海布兰迪，荷兰首相
- 格哈特·施罗德 (基民盟)，联邦德国内政部长（1953-1961)，联邦德国外交部长（1961-1966)，联邦德国国防部长（1966-1969）
- 奥格蒙杜尔·乔纳森（英语：Ögmundur Jónasson），冰岛卫生部长（2009），冰岛内政部长（2011-2013）
- 阿尔尼·马蒂森（英语：Árni_Mathiesen），冰岛财政部长（2005-2009）
- 汉娜·伯纳·克里斯蒂安斯多蒂尔（英语：Hanna_Birna_Kristjánsdóttir），雷克雅未克市长，冰岛内政部长（2013-2014）
- 約恩·鲍德文·汉尼巴尔松，冰岛财政部长（1987-1988），冰岛外交部长（1988-1995）
- 古斯塔夫·阿尔杰农·斯蒂内尔德（英语：Gustaf_Algernon_Stierneld），瑞典外交部长
- 西奥多罗斯·鲁索普洛斯（英语：Theodoros Roussopoulos），希腊国务部长（2004-2008）
- 穆罕默德·艾登（英语：Mehmet_Aydın），埃尔多安内阁、土耳其国务部长（2002-）
- 埃尔玛·布洛克，德国政治家，欧盟外交委员会主席（1999-2007；2012-2017）
- 麦肯齐-斯图尔特男爵（英语：Alexander_Mackenzie_Stuart,_Baron_Mackenzie-Stuart），前欧洲法院院长、大法官

### 非洲
- 朱利叶斯·尼雷尔，坦桑尼亚国父、首任总统
- 海斯廷斯·卡穆祖·班达，马拉维国父、首任总统，非洲独立运动领导人之一
- 达乌达·贾瓦拉，冈比亚国父，首任总统、总理
- 优素福·卢莱，乌干达第4任总统
- 海·福福罗（英语：Hae Phoofolo），莱索托第5任总理
- 希克马特·阿布扎伊德（英语：Hikmat_Abu_Zayd），埃及首位女性内阁部长
- 丹妮尔·德·圣约尔（英语：Danielle de St. Jorre），塞舌尔外交部长（1989-1997）
- 理查德·塞兹贝拉（英语：Richard Sezibera），卢旺达外交部长（2018-2019）
- 由涅提·道尔（英语：Unity Dow），博茨瓦纳外交部长（2019-）
- 朱莉娅·塞布廷德（英语：Julia_Sebutinde），现任国际法院大法官

### 亚洲
- 张泽相，大韩民国第3任总理
- 尹潽善，大韩民国第4任总统

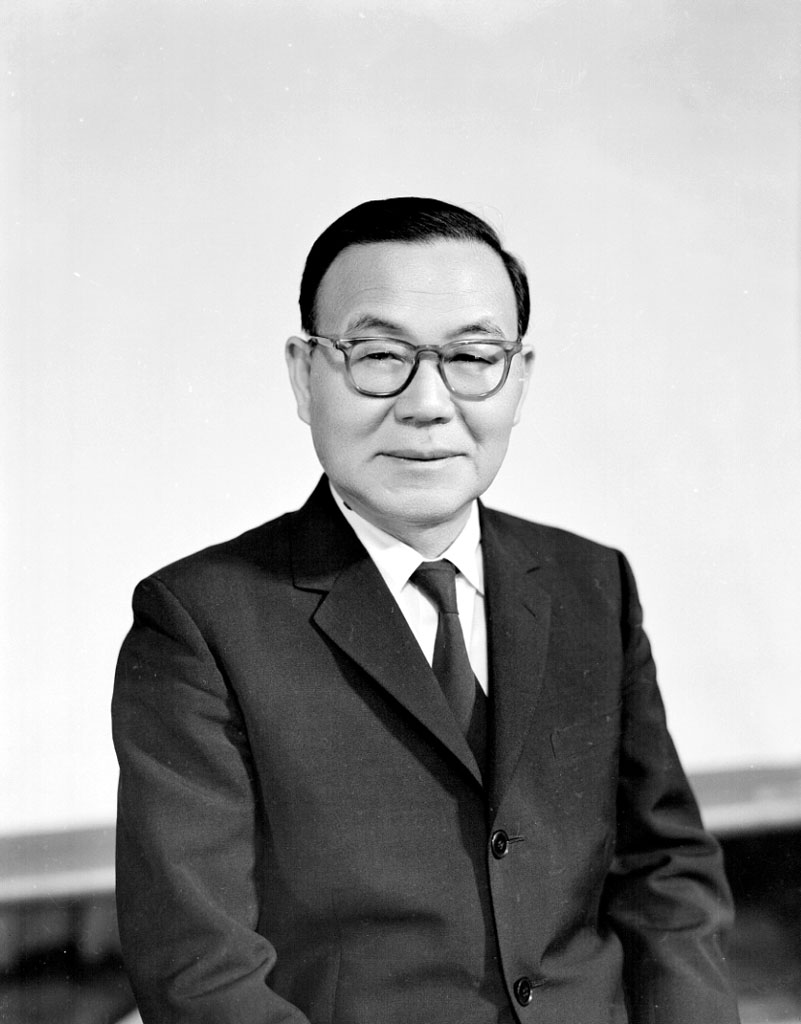
尹潽善

- 朴泳孝，大韩帝国内阁总理大臣，東亞日報首任社长
- 纳贾·阿塔尔，现任叙利亚副总统
- 法兹·穆尔基（英语：Fawzi Mulki），约旦第10任总理
- 巴萨姆·塔胡尼（英语：Bassam Talhouni），约旦司法部长（2013-2016）
- 阿布·贝克尔·科尔比（英语：Abu_Bakr_al-Qirbi），也门外交部长（2001-2014；2016）
- 真子内亲王，日本皇室成员
- 承子女王，日本皇室成员
- 朝海浩一郎，日本驻美大使，牵头了美日安保条约的签订
- 莉雅·宾特·侯赛因公主，约旦公主殿下
- 维文，新加坡外交部长（2015-）

### 大洋洲
- 保罗·里夫斯，第16任新西兰总督
- 威廉·莫里森，第一代邓罗西尔子爵（英语：William Morrison, 1st Viscount Dunrossil），第14任澳大利亚总督
- 约翰·亚历山大·麦弗逊，第7任澳大利亚维多利亚州州长
- 迈克尔·库伦（英语：Michael_Cullen_(politician)），新西兰第16任副总统

## 自然科学

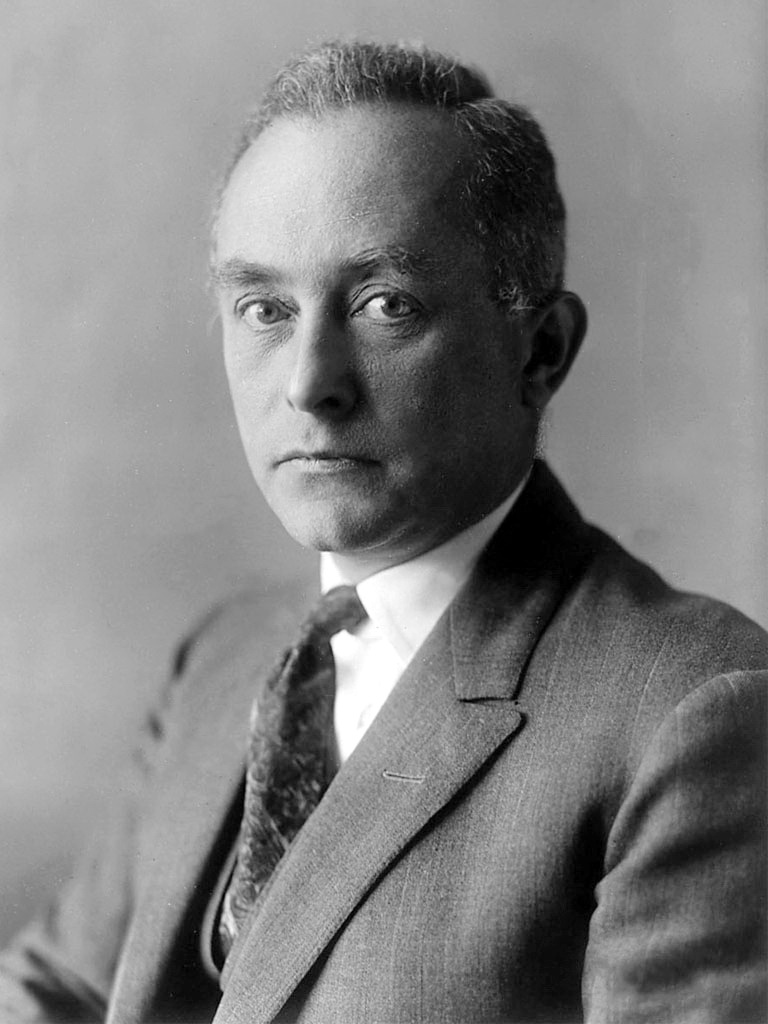
马克斯·玻恩

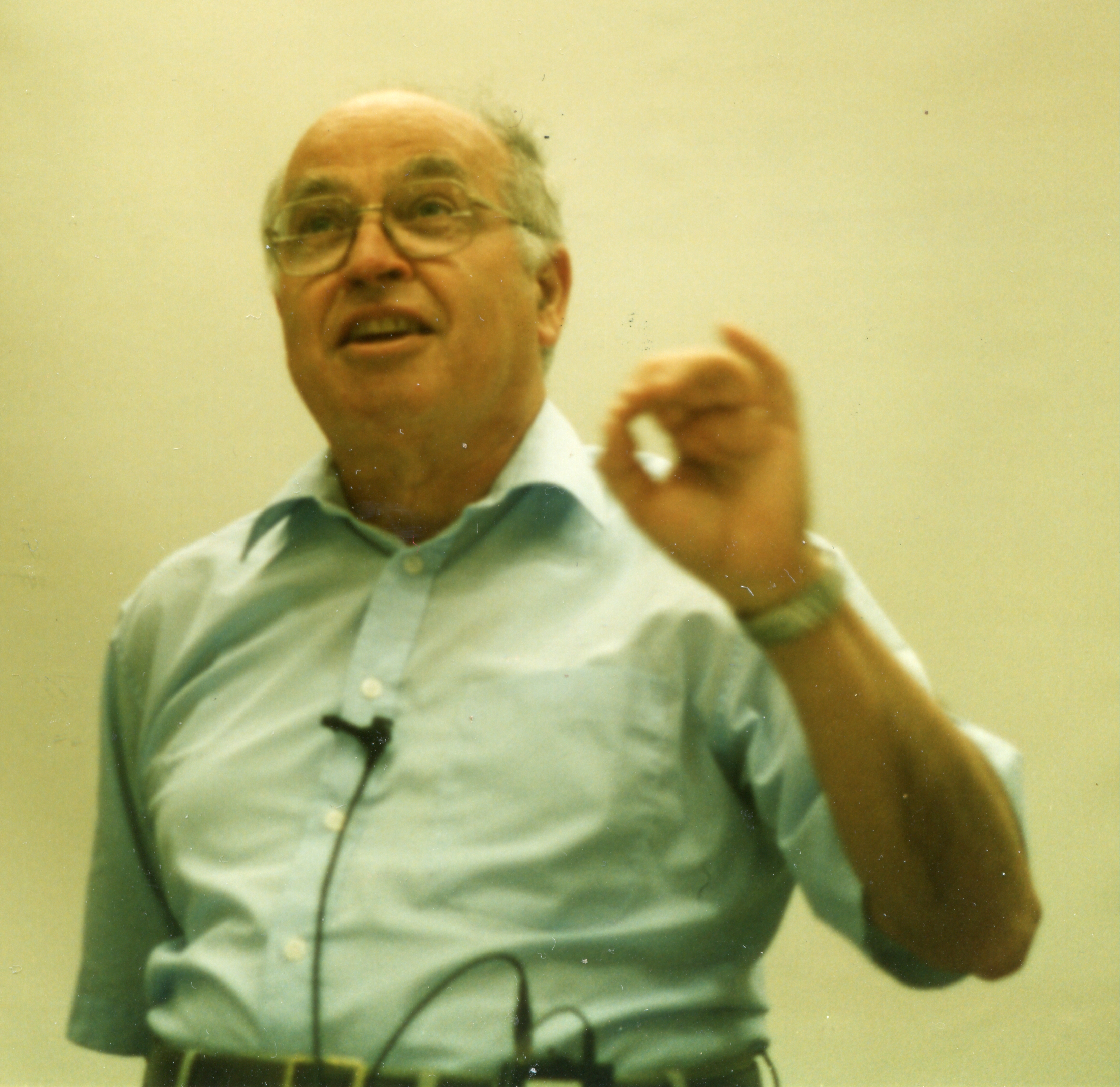
迈克尔·阿蒂亚

- 詹姆斯·克拉克·麦克斯韦，电磁学之父，统计物理学奠基人
- 詹姆斯·赫顿，地质学之父
- 罗伯特·布朗，发现了细胞核和布朗运动
- 托马斯·杨，提出了光波理论，并通过杨氏双缝实验证实了该理论
- 理查德·欧文，古生物学家，命名了“恐龙”（Dinosauria）
- 科林·麦克劳林，数学家，提出麦克劳林级数、积分判别法、欧拉-麦克劳林求和公式等
- 托马斯·贝叶斯，统计学家，贝叶斯统计、贝叶斯概率和贝叶斯定理的创始人
- 詹姆斯·格雷戈里，发明了反射望远镜并最早证明微积分基本定理
- 丹尼尔·卢瑟福，化学家，氮元素发现者
- 史密森·特南特，化学家，铱和锇元素发现者
- 托马斯·查尔斯·霍普（英语：Thomas Charles Hope），化学家，锶元素发现者
- 威廉·亨利，化学家，发现了亨利定律
- 托馬斯·格雷姆，胶体化学创始人，发明了透析以及提出格锐目定律
- 約瑟夫·布拉克，化学家，发现了镁、二氧化碳、比热和潜热
- 威廉·约翰·麦夸恩·兰金，热力学第一定律提出者，发明了兰金温标（{\displaystyle {}^{\circ }\mathrm {R} }）
- 罗伯特·斯特林，闭循环活塞式热机斯特林发动机 （Stirling Engine） 的发明者
- 大衛·布儒斯特，实验物理学家，光弹性和布儒斯特角发现者，并发明了万花筒、马蹄形磁铁、立体镜等众多工具
- 约翰·莱斯利，物理学家，首次制出人造冰
- 约翰·默里，现代海洋学之父
- 詹姆斯·杜瓦，低温物理的开创者之一，通过他发明的杜瓦瓶最早液化了氧气和氢气。杜瓦发明的真空保溫瓶后来被两位德国工匠最早商业化，形成了如今的膳魔師公司。
- 查尔斯·巴克拉，物理学家，最早发现X射线的散射现象，1917年诺贝尔物理学奖得主
- 爱德华·阿普尔顿，物理学家，因发现了电离层从而直接导致了雷达的发明，由此影响了第二次世界大战的进程。1946年诺贝尔物理学奖得主
- 马克斯·玻恩，量子力学创始人之一，1954年诺贝尔物理学奖得主
- 文森特·迪维尼奥，化学家，最早合成了催产素和抗利尿激素，1948年拉斯克奖得主、1955年诺贝尔化学奖得主
- 亞歷山大·托德，化学家，最早合成ATP和FAD，并帮助多萝西·霍奇金和她的团队阐明了维生素B12的结构，1957年诺贝尔化学奖得主
- 伊戈爾·葉夫根耶維奇·塔姆，前苏联理论物理学家，发现了声子并解释了契忍可夫輻射，1958年诺贝尔物理学奖得主
- 約翰·藍道爾，多腔磁控管发明者，DNA结构研究团队的领导者
- 尼古拉斯·克默尔，理论物理学家，英国核计划领导人之一
- 克勞斯·富赫斯，著名核武器间谍和理论物理学家，直接或间接地参与了美、苏、英三国的核武器研发计划
- 约瑟夫·罗特布拉特，曼哈顿计划物理学家，1955年签署罗素—爱因斯坦宣言，两年后和伯特兰·罗素创立帕格沃什科学和世界事务会议，1995年获诺贝尔和平奖
- 彼得·米切尔，化学家，提出了化學滲透理论并以此发现了ATP合成的机制，1978年诺贝尔化学奖得主
- 库尔特·维特里希，化学家，开发出对生物大分子的鉴定和结构分析的核磁共振方法，2002年诺贝尔化学奖得主
- 彼得·希格斯，提出了希格斯场、希格斯粒子和希格斯机制，2013年他的理论被位于CERN的大型強子對撞機证实，获得当年诺贝尔物理学奖
- 湯姆·基博爾，理论物理学家，专长量子场论，是提出希格斯玻色子研究团队的科学家之一
- 约瑟琳·贝尔·伯奈尔，天体物理学家，发现了首个脉冲星。曾任职爱丁堡皇家天文台，现任爱丁堡皇家学会会长。
- 弗雷澤·斯托達特，超分子化学家，凭借分子機器的设计与合成，获得了2016年诺贝尔化学奖
- 理查德·亨德森，化学家，开创了低温电子显微镜领域，2017年诺贝尔化学奖得主
- 约翰·普莱费尔，数学家，提出普莱费尔公理
- 约瑟夫·韦德伯恩，数学家，提出阿廷-韦德伯恩定理，韦德伯恩小定理等
- 威廉·瓦伦斯·道格拉斯·霍奇，几何学家，霍奇理论、霍奇对偶以及千禧年大奖难题之一霍奇猜想的提出者
- 迈克尔·阿蒂亚，数学家，创立了拓扑K-理论并证明了阿蒂亚-辛格指标定理，曾任英国皇家学会主席 (1990-1995)，剑桥大学三一学院院长 (1990－1997)，爱丁堡皇家学会主席 (2005－2008)；1966年菲尔兹奖得主，2004年阿贝尔奖得主

## 生物、医学与生命科学

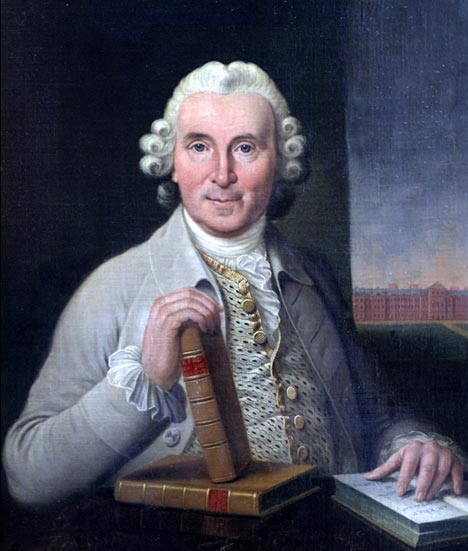
詹姆斯·林德

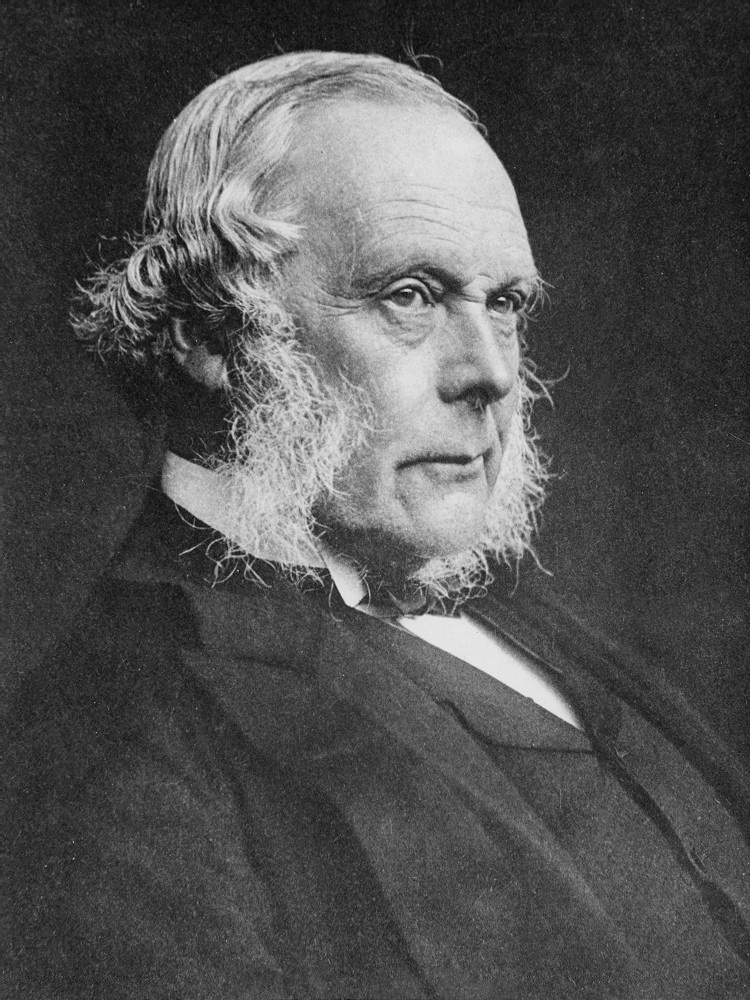
约瑟夫·李斯特

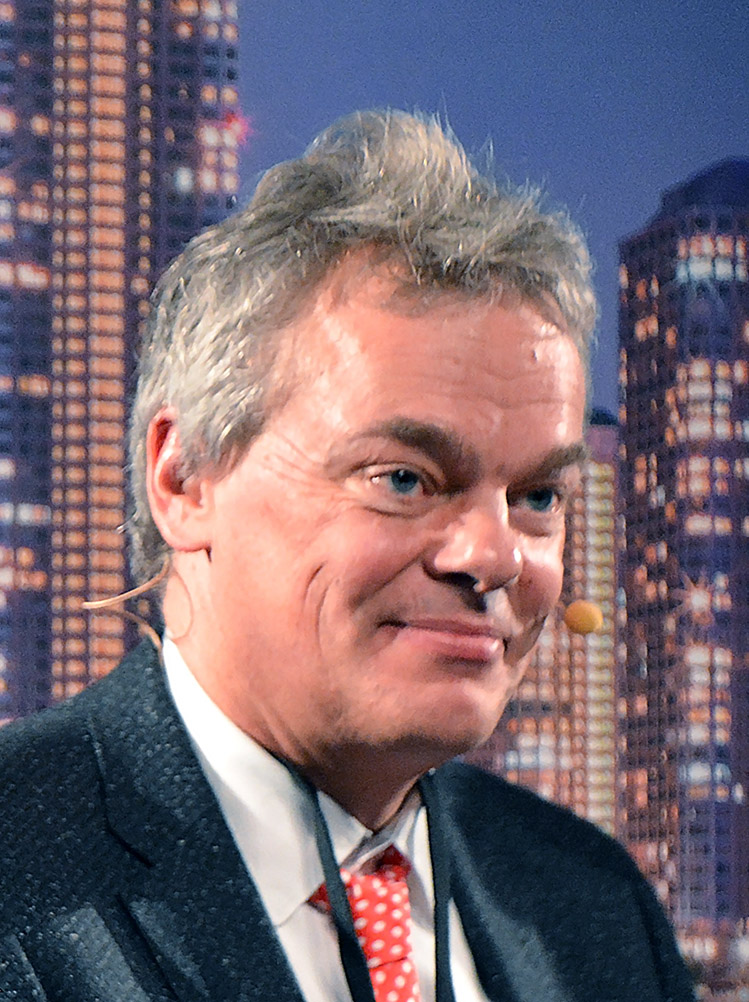
爱德华·莫泽

- 查尔斯·达尔文，《物种起源》作者，进化论奠基人
- 约瑟夫·李斯特，现代外科学之父，开创了外科消毒法。李斯特氏菌属（Listeria）和李施德林（Listerine）以他命名
- 威廉·威灵，发现了洋地黄和它的药用作用
- 詹姆斯·林德，医生，最早实验证明水手可以通过新鲜水果来预防坏血病
- 查尔斯·贝尔，发现了感觉神经与运动神经的差异，最早描述了貝爾氏麻痹症
- 詹姆斯·杨·辛普森，首位证明氯仿对人体具有麻醉作用的医生，并帮助普及了其在医学中的应用
- 亚历山大·伍德，医生，发明了皮下注射器
- 詹姆斯·布雷德，外科医生，催眠和催眠疗法的创始人
- 理查德·布莱特，肾脏科之父，腎炎的最早描述者
- 威廉·休森，血液學之父，最早分离纖維蛋白并发现了淋巴系統的存在；证明了红细胞是盘状的
- 爱德华·夏佩-谢弗（英语：Edward_Albert_Sharpey-Schafer），內分泌學之父，发现了肾上腺素并命名“內分泌”（Endocrine）和“胰岛素”（Insulin）
- 罗伯特·威兰（英语：Robert_Willan），皮肤科之父，最早描述了膿痂疹、红斑狼疮、銀屑病、硬皮病、第五病和鱼鳞病
- 托马斯·霍奇金，预防医学先驱，最早描述了霍奇金淋巴瘤
- 托马斯·艾迪生，最早描述了阑尾炎、愛迪生氏病、肾上腺脑白质失养症和由维生素B12缺乏而导致的恶性贫血等，现代医学先驱
- 罗伯特·李斯顿，著名“快刀”外科医师，实施了欧洲第一例现代麻醉手术
- 約瑟夫·貝爾，医生，曾任爱丁堡皇家外科医学院院长，是柯南·道尔笔下人物夏洛克·福尔摩斯的原型
- 塞缪尔·威尔逊，医生，最早描述了威尔逊氏症
- 戴维·布鲁斯，发现了非洲人类锥虫病的病原体，后被命名为“布氏锥虫”；布鲁氏菌属（Brucella）和布魯氏杆菌病以他命名
- 达西·汤普森，數理生物學先驱，与阿兰·图灵在形态发生领域做出了早期探索
- 赫尔曼·约瑟夫·马勒，遗传学家，发现了X射线会导致果蝇的基因突变，1946年诺贝尔生理学或医学奖得主
- 康拉德·哈尔·沃丁顿，表觀遺傳學之父
- 玛莉·里昂，发现了里昂化
- 彼得·杜赫提，兽医学家，发现了T细胞如何结合主要组织相容性复合体（MHC）蛋白识别其靶向抗原，1994年拉斯克奖得主、1995年诺贝尔生理学或医学奖得主
- 伊恩·威尔穆特，1996年于爱丁堡大学罗斯林研究所培育了世上第一个克隆哺乳动物“多莉”，2008年邵逸夫生命科学与医学奖得主
- 基思·坎贝尔，随伊恩·威尔穆特的团队中研究哺乳动物胚胎克隆。1998年，坎贝尔等率先克隆出带有人类基因的转基因羊“波莉”（Polly），2008年邵逸夫生命科学与医学奖得主
- 保罗·纳斯，发现了细胞周期的关键调节因子，1998年拉斯克奖得主、2001年诺贝尔生理学或医学奖得主
- 埃德温·萨瑟恩，生物学家，萨瑟恩（Southern）印迹法的发明者，2005年拉斯克奖得主
- 伊恩·弗雷泽（英语：Ian Frazer），开发了人类乳头瘤病毒（HPV）疫苗，2007年诺贝尔生理学或医学奖提名
- 戴维·查尔斯·鲍尔库姆，遗传学家，发现了小干扰RNA，2008年拉斯克奖得主
- 罗伯特·爱德华兹，体外受精和试管婴儿技术的发明者，2001年拉斯克奖得主、2010年诺贝尔生理学或医学奖得主
- 兰迪·谢克曼，开创了细胞膜囊泡运输的领域，曾任《美国国家科学院院刊》主编，现任《eLife》期刊主编；2002年拉斯克奖得主、2013年诺贝尔生理学或医学奖得主
- 迈-布里特·莫泽，发现构成大脑定位系统的网格细胞，2014年诺贝尔生理学或医学奖得主
- 爱德华·莫泽，发现构成大脑定位系统的网格细胞，2014年诺贝尔生理学或医学奖得主
- 阿德里安·伯德，率先发现了CpG岛以及MECP2蛋白，其后延伸至DNA甲基化与蕾特氏症的关联，2016年邵逸夫生命科学与医学奖得主
- 迈克尔·罗斯巴什，发现了控制昼夜节律的分子机制，2017年诺贝尔生理学或医学奖得主
- 迈克尔·格伦斯坦，生物化学家，率先解释了组织蛋白是活细胞基因活动的调节者，2018年拉斯克奖得主
- 馬偕，传教士，台湾馬偕紀念醫院及牛津學堂的创办人
- 馬雅各，传教士，台湾新楼医院的创办人
- 蘭大衛，传教士，台湾彰化基督教醫院的创办人

## 社会科学
- 亚当·斯密，《国富论》作者，经济学之父
- 肯尼思·艾瓦特·博尔丁，生態經濟學创始人之一
- 罗格纳·努克塞，经济学家，提出了贫困恶性循环理论和均衡发展理论 (Balanced Growth Theory)
- 詹姆斯·莫理斯，1996年诺贝尔经济学奖得主
- 約翰·哈德曼·摩爾，计量经济学会主席，知名于清瀧-摩爾模型（英语：Kiyotaki–Moore model）
- 乔治·亚历山大·凯利，心理学家，认知临床心理学之父，個人建構理論提出者
- 库尔特·考夫卡，格式塔心理学派创始人
- 埃尔顿·梅奥，心理学家
- 罗纳德·费尔贝恩，心理学家、精神解析学家，客体关系理论提出者
- 戈登·柴尔德，考古学家
- 韩礼德，语言学家，系統功能語言學创始人
- 皮特·科德，语言学家，英国应用语言学协会（1967-1970）首任主席
- 大衛·布魯爾，社会学家，爱丁堡学派人物，科学知识社会学（SSK）以及科技与社会研究（英语：Science_and_technology_studies）（STS）主要发展者之一，提倡强纲领（Strong programme）
- 史蒂文·謝平，社会学家、哲学家，爱丁堡学派人物，科学知识社会学早期创始人之一
- 罗宾·威廉姆斯，社会学家，科学的社会形塑（SST）创始人
- 帕特里克·格迪斯，社会学家，复合城市提出者

## 人文与艺术
- 阿瑟·柯南·道尔，《福尔摩斯探案集》作者
- 詹姆斯·马修·巴里，《彼得·潘》作者
- 奧立佛·高德史密斯，作家及诗人

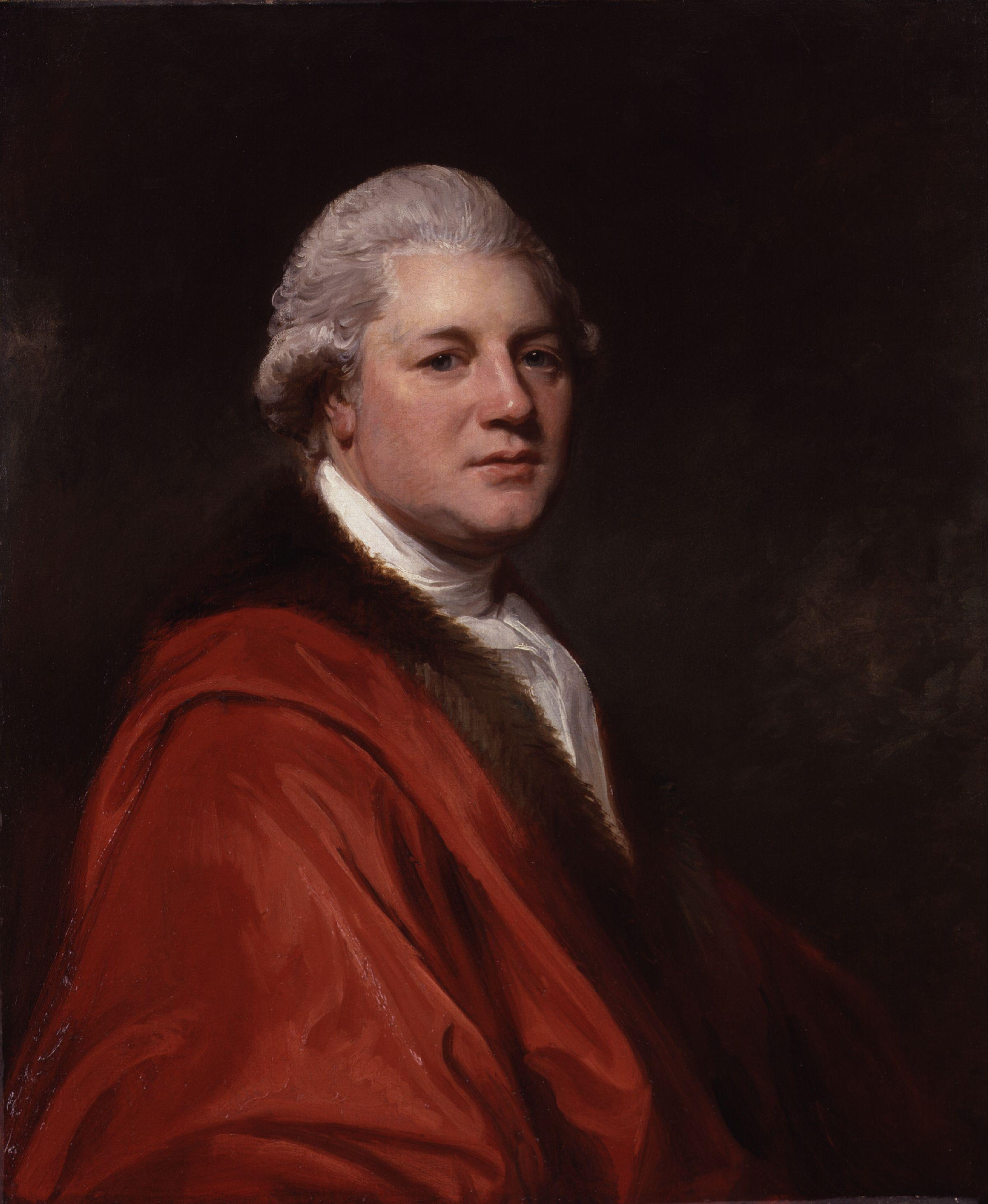
詹姆斯·麦克弗森

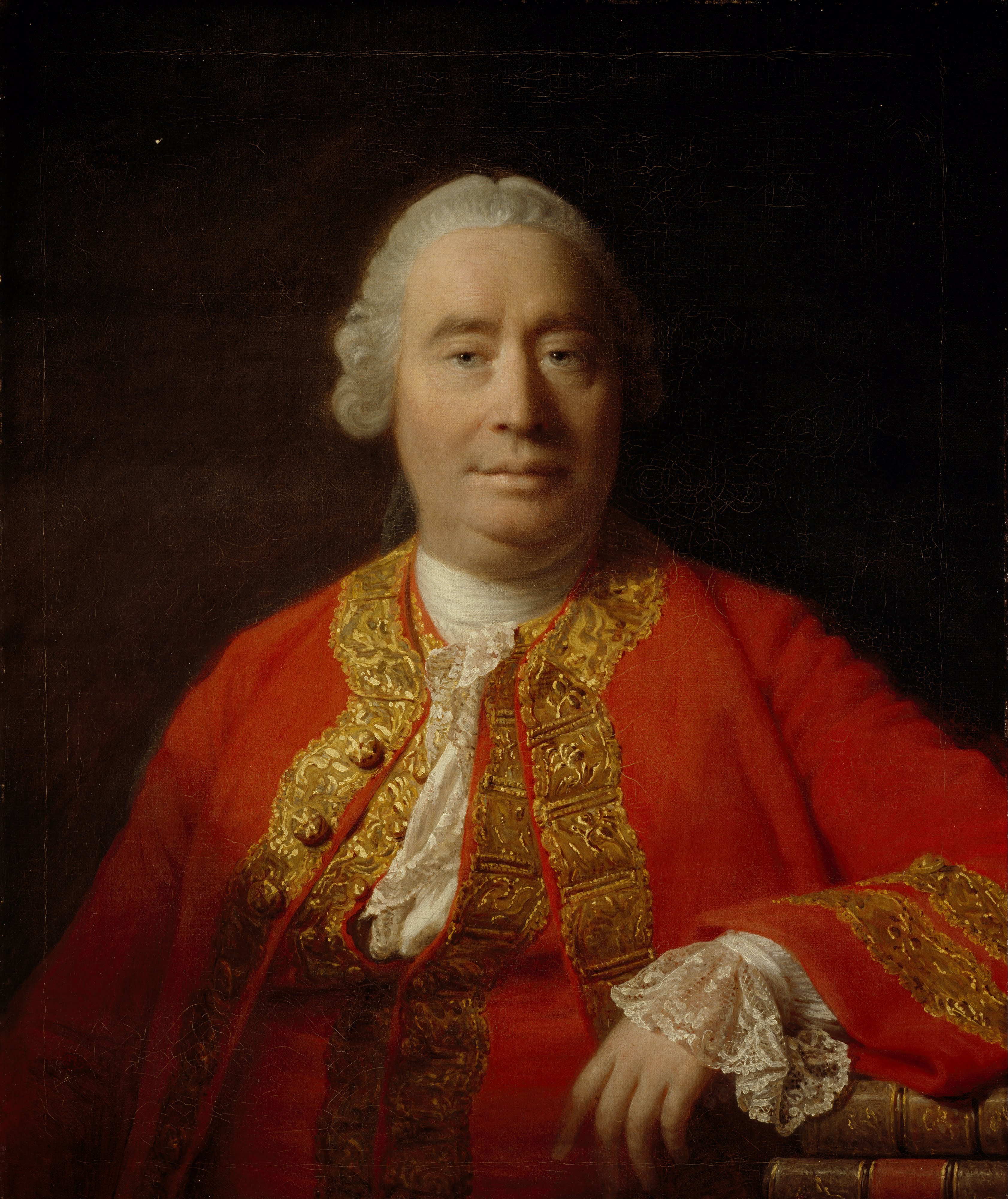
大卫·休谟

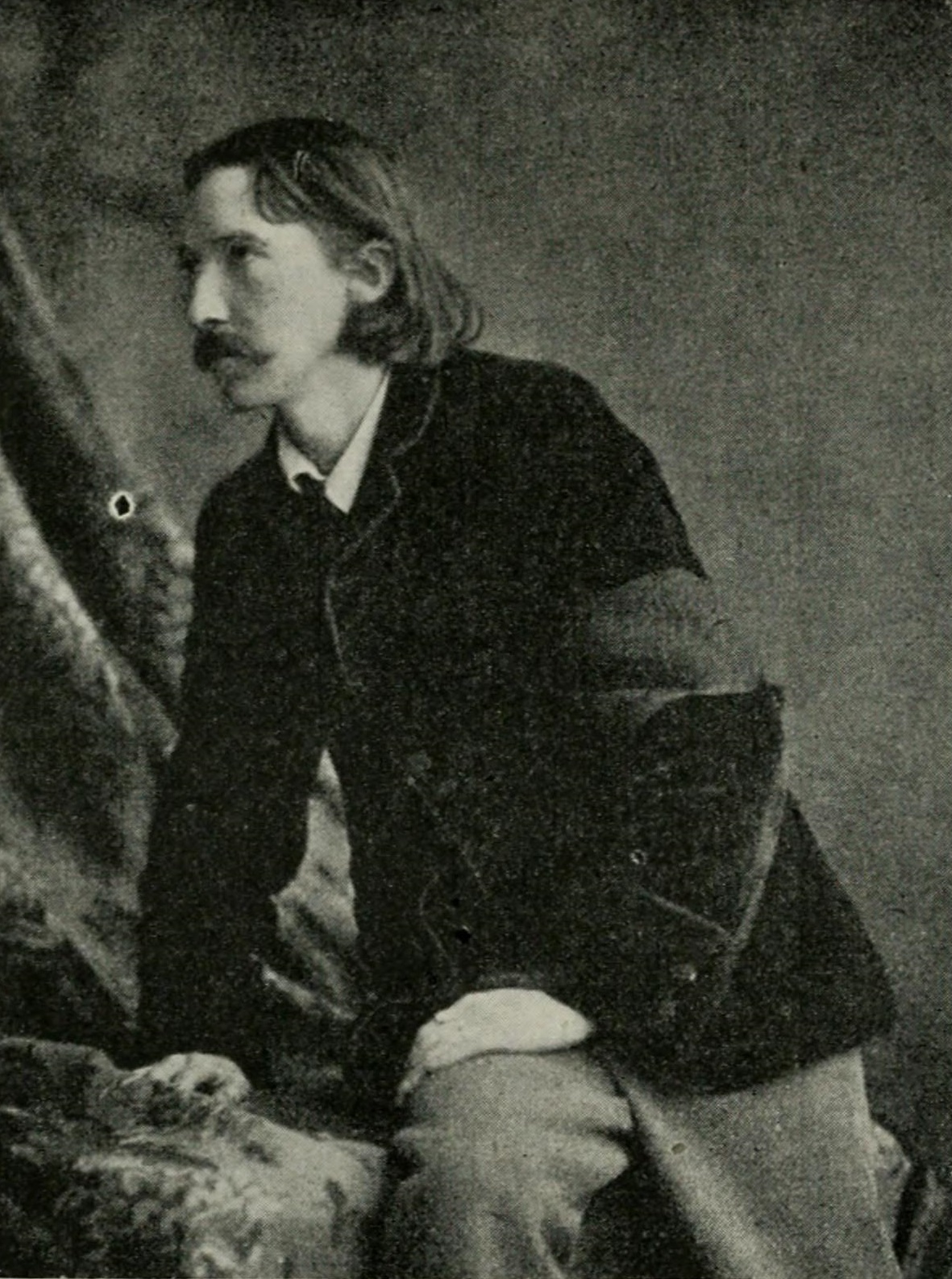
羅伯特·路易斯·史蒂文森

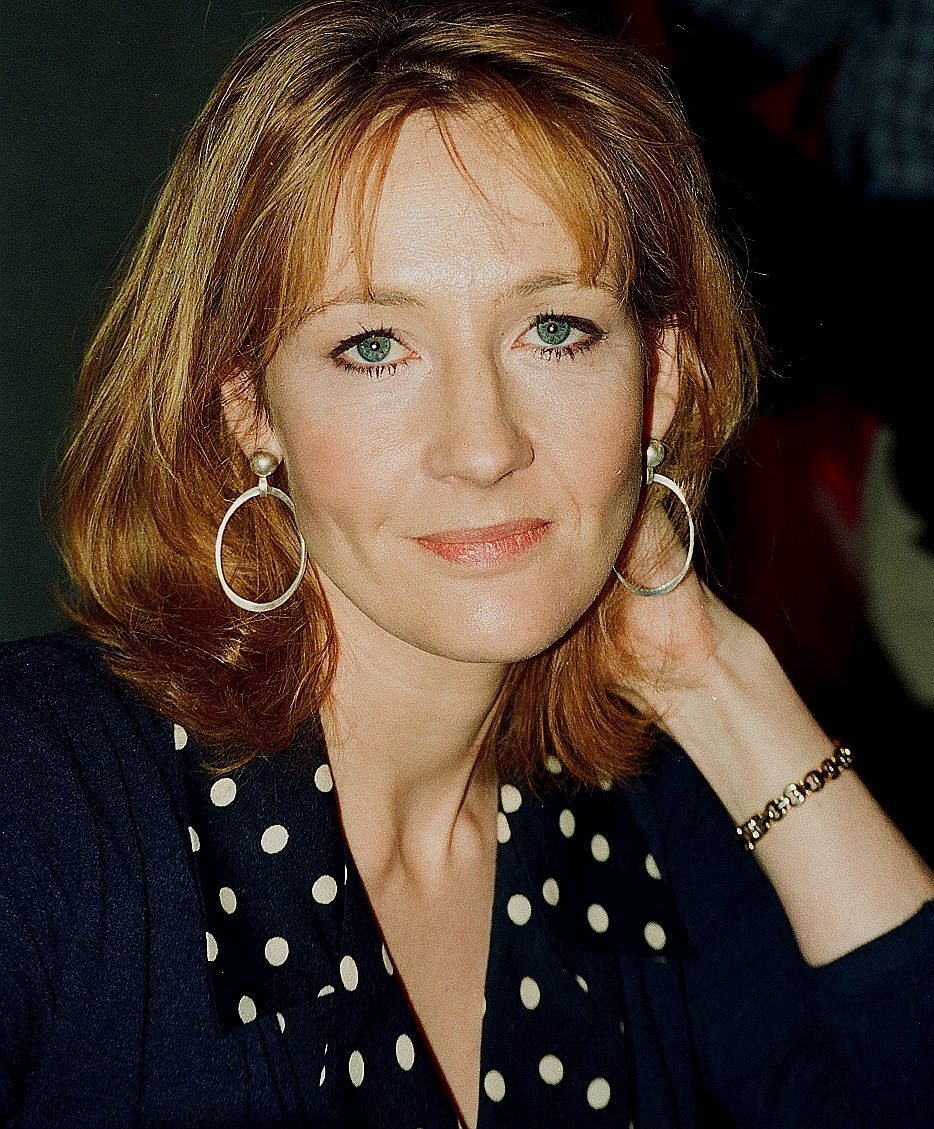
J·K·罗琳

- 沃尔特·司各特，作家及诗人，历史小说流派创始人
- 羅伯特·路易斯·史蒂文森，作家，著有《金银岛》、《化身博士》
- J·K·罗琳，作家，《哈利·波特》作者
- 托马斯·卡莱尔，历史学家、文学评论家
- 庄士敦，汉学家，末代皇帝溥仪的外籍帝师
- 艾约瑟，汉学家
- 亚当·福格森，哲学家、历史学家，社会学早期发展者
- 汤玛斯·坎贝尔，苏格兰诗人
- 詹姆斯·麦佛森，诗人，著有史诗《奥西安》（又译《莪相》）
- 约翰·威廉·波里道利，吸血鬼小说创始人
- 詹姆斯·博斯韦尔，现代传记写作形式的开创者，著有《约翰逊传》
- 大卫·休谟，哲学家
- 詹姆斯·穆勒，历史学家、功利主义哲学家、古典经济学创始人之一
- 伊拉斯谟斯·达尔文，诗人和自然哲学家，其对组织进行电击以恢复其活性的理论启发了玛丽·雪莱写下《科学怪人》
- 约翰·托兰德，哲学家，“泛神论”一词的发明者
- 本杰明·康斯坦，法国小说家、哲学家与政治家，法国浪漫主义的代表人物、现代自由主义的奠定者之一
- 杜格尔德·斯图尔特，哲学家，苏格兰常识学派成员
- 赛义德·艾哈默德·汗，印度伊斯兰教实用主义哲学家
- 厄內斯特·盖尔纳，哲学家，批判理性主义学派代表人物
- H·A·R·吉布，东方学家
- 約翰·埃里克森，军事历史学家
- 胡·普赖斯，哲学家
- 雷·兰顿，哲学家
- 蒂莫西·威廉姆森，哲学家
- 安迪·克拉克，哲学家，延展心灵（The Extended Mind）理论提出者
- 布鲁斯·查特文，旅游作家，1988年布克奖得主
- 朱哈·哈尔西，2019年布克奖得主，首位获得布克奖的阿拉伯裔作家
- 伊恩·兰金，犯罪小说作家，2004年爱伦·坡奖得主
- 亚历山大·麦考尔·史密斯，犯罪小说作家
- 索利·麦克莱恩，盖尔语诗人，1994年诺贝尔文学奖提名
- 金爱烂，韩国女作家
- 麥克·阿倫，亚美尼亚散文家
- 托比亚斯·斯摩莱特，小说家
- 约翰·福尔斯, 散文家
- 阿瑟·库斯勒，匈牙利犹太裔英国作家
- 塞谬尔·斯迈尔斯，维多利亚时期的成功学作家
- 罗伯特·亚当，室内建筑家
- 爱德华多·包洛奇，雕塑家，波普艺术奠基人之一
- 罗伯特·印第安纳，美国波普艺术家

## 商业界

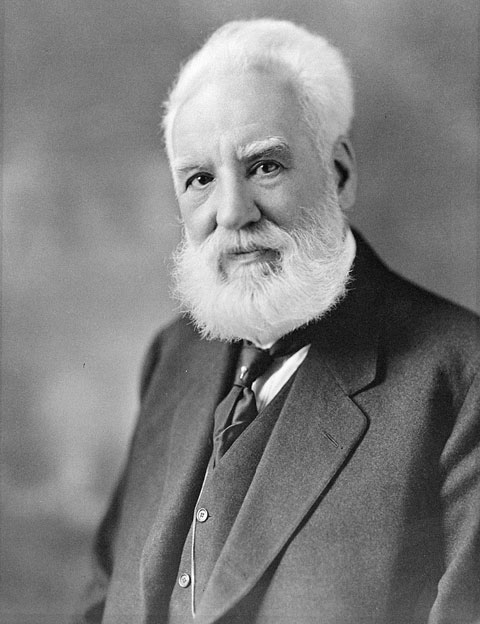
亚历山大·格拉汉姆·贝尔

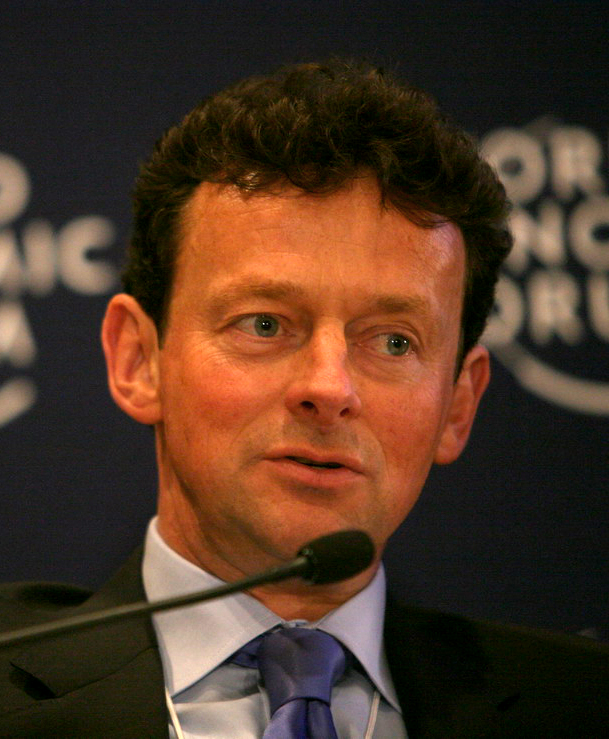
托尼·海沃德，前BP CEO，现任嘉能可董事长

- 亚历山大·格拉汉姆·贝尔，世界上第一台可用的电话机的发明者、AT&T创始人
- 约翰·登禄普，充气轮胎发明者、登祿普輪胎创始人
- 約翰·謝菲爾德-巴隆，发明了ATM
- 乔治·图奇（英语：George_Touche），德勤会计事务所创始人
- 亚瑟·永（英语：Arthur_Young_(accountant)），安永會計師事務所创始人
- 詹姆士·馬地臣，怡和洋行创始人
- 威廉·渣甸，怡和洋行创始人
- 拉斯·拉斯穆森（英语：Lars Rasmussen (software developer)），Google地图创始人
- 伊恩·克拉克 (计算机科学家)（英语：Ian Clarke (computer scientist)），自由网创始人
- 肯尼斯·穆雷，生物学家，Biogen创始人
- 卡莱尔·捷福（英语：Carlyle_Gifford），投资公司巴美列捷福创始人
- 霍嘉治，现任汇丰银行首席执行官
- 休·格兰特，现任孟山都首席执行官
- 克里斯·比爾德，现任Mozilla公司首席执行官
- 布特妮·凱瑟，剑桥分析公司前业务发展总监
- 托尼·海沃德，现任嘉能可董事长，前BP石油首席执行官
- 苏茜·沃尔夫，赛车手，现任Venturi Racing首席执行官
- 黎诚恩，现任富達國際首席执行官
- 乔安路，现任联合利华首席执行官
- 道格·古尔（英语：Doug Gurr），亚马逊全球副总裁，亚马逊英国首席执行官
- 奈杰尔·斯坦因（英语：Nigel Stein），现任GKN公司首席执行官
- 莱斯利·本泽，前Rockstar North总裁，《侠盗猎车手系列》总制作人
- 迈克尔·斯旺（英语：Michael Swann），前BBC董事长
- 威廉·丹霍姆·巴尼森（英语：William Denholm Barnetson），前路透社和泰晤士電視董事长
- 约翰·艾伦 (商人)（英语：John_Allan_(businessman)），现任乐购和邦瑞地产董事长
- 约翰·麦克法兰（英语：John_McFarlane），英傑華集團董事长（2013-2015）、巴克莱银行全球董事长（2015-2020）、西太平洋銀行董事长（2020-）
- 尼古拉斯·弗格森（英语：Nicholas Ferguson (businessman)），现任SkyTV英国董事长
- 鲍勃·戴维斯 (商人)（英语：Bob_Davies_(businessman)），前爱瑞发首席执行官
- 克劳福德·贝弗里奇（英语：Crawford Beveridge），前太阳计算机系统总裁
- 唐纳德·布莱登（英语：Donald Brydon），现任Sage集團和英國醫學研究委員會董事长，前倫敦證券交易所集團、伦敦金属交易所和英国皇家郵政董事长
- 大卫·特威迪（英语：David Tweedie (accountant)），前國際會計準則理事會主席
- 阿利斯泰尔·格兰特（英语：Alistair_Grant），苏格兰银行行长（1998-1999）
- 杰克·肖（英语：Jack_Shaw_(accountant)），苏格兰银行行长（1999-2001）
- 维多利亚·巴恩斯利（英语：Victoria_Barnsley），前哈珀柯林斯出版集团首席执行官
- 约翰·里奇·芬德利（英语：John Ritchie Findlay），苏格兰人报所有者

## 其他

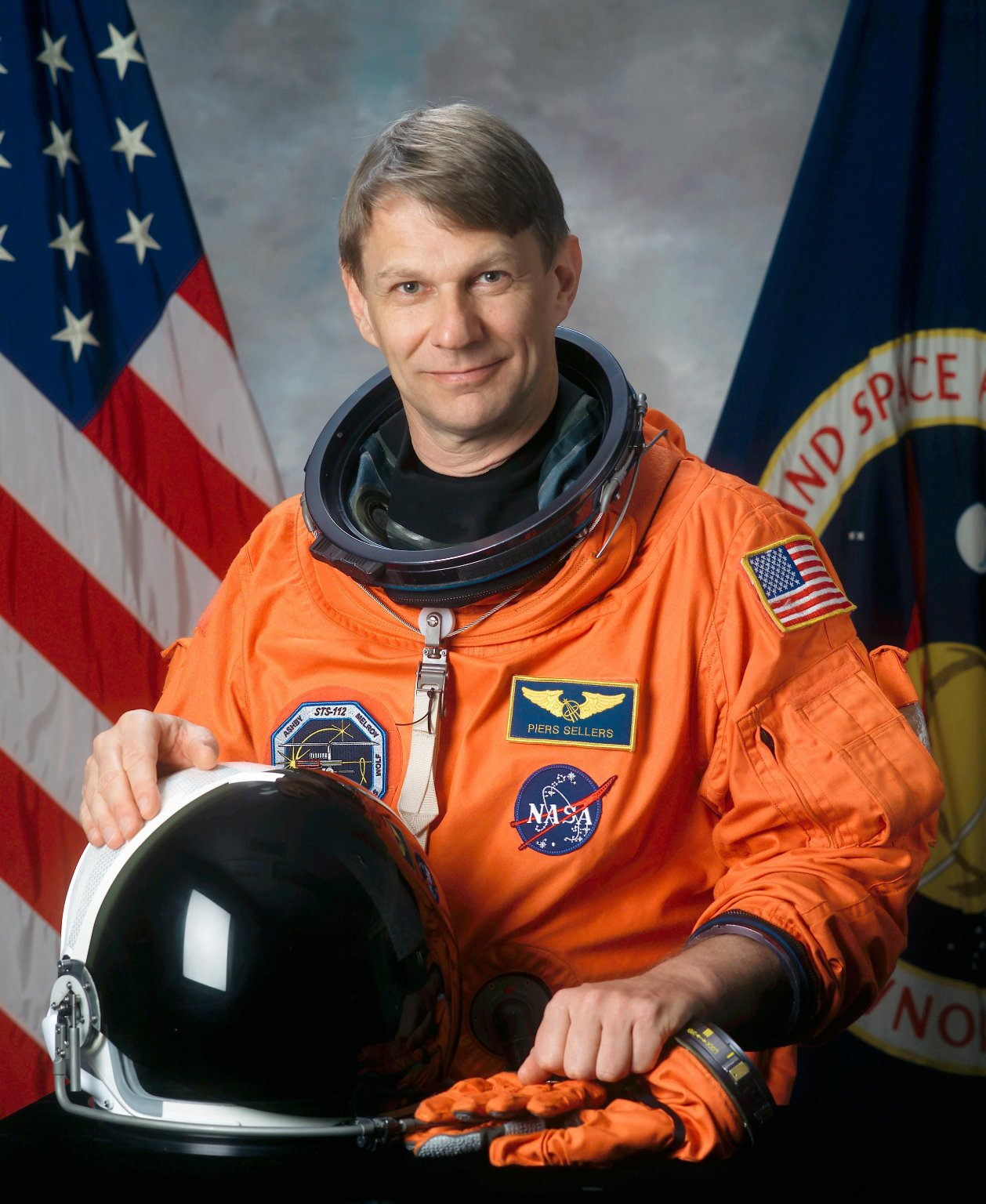
皮尔斯·塞勒斯，英国第三位太空人

- 罗宾·米尔纳，计算机学家，开发了最早的自动定理证明工具LCF，ML语言，π-演算系统，Hindley–Milner类型推论等；1991年图灵奖得主
- 罗伯特·科瓦尔斯基，逻辑学家，邏輯編程先驱，Prolog语言的设计者和主要开发者
- 喬·阿姆斯特朗，计算机学家，Erlang编程语言的设计者与主架构师，开放电信平台的主要架构师
- 菲利普·瓦德勒，计算机学家，Haskell编程语言的设计者和主要开发者
- 莱斯利·瓦利安特，计算机学家，計算複雜性理論先驱，2010年图灵奖得主
- 杰弗里·辛顿，计算机学家，深度学习与神经网络之父，2018年图灵奖得主
- 羅伯特·史蒂芬生，工程师，“铁路之父”喬治·史蒂芬生独子、曾设计当代最先进的蒸汽机车“火箭號”
- 大卫·斯蒂文森，英国灯塔设计师
- 查尔斯·威维尔·汤姆森，海洋学家，挑戰者號遠征首席科学家
- 蒙戈·帕克，探险家，考察尼日尔河的首位西方人
- 威廉·斯皮爾斯·布魯斯，极地探险家、海洋学家，1902年至1904年的苏格兰国家南极远征领导者，建立了第一座永久南极洲气象站
- 凯斯·奥布莱恩，天主教枢机，圣安德鲁斯暨爱丁堡总教区荣休总主教
- 詹姆斯·麦考什，普林斯顿大学第11任校长
- 雅各布·古尔德·舒尔曼，康奈尔大学校长，美国驻华特命全权公使
- A·S·尼尔（英语：A. S. Neill），教育家，夏山学校创始人
- 皮尔斯·塞勒斯，宇航员，NASA地球科学部主任，参与了STS-112、STS-121和STS-132三次航天飞机任务
- 埃里克·利德爾，中文名李爱锐，传教士，首位生于中国的奥运会金牌得主
- 克里斯·霍伊，英国史上最成功的奥运会运动员，共获得11届世锦赛冠军和6枚奥运会金牌
- 皮帕·米德爾頓，劍橋公爵夫人凱薩琳殿下的妹妹
- 简·亚历山大，演员，曾获两次黄金时段艾美奖、一次托尼奖、四次奥斯卡奖提名
- 安古斯·麦克菲登，演员，《勇敢的心》中饰演罗伯特·布鲁斯
- 羅比·科特瑞恩，演员，《哈利波特》系列电影中饰演海格
- 梁佩诗，演员，《哈利波特》系列电影中饰演张秋
- 苏菲·库克森，演员
- 凱文·麥克基德，演员，《实习医生格雷》中饰演欧文·亨特（Owen Hunt）
- 湯姆·查普林，英国基音乐队（Keane）主唱
- 馬克斯·李希特，新古典主义作曲家、钢琴家

## 行政人物

### 院长
- 威廉·格萊斯頓
- 托马斯·卡莱尔
- 阿奇博爾德·普里姆羅斯，第五代羅斯伯里伯爵
- 陆军元帅基奇纳伯爵
- 海军元帅貝蒂伯爵
- 大衛·勞合喬治
- 斯坦利·鲍德温
- 温斯顿·丘吉尔
- 陆军元帅艾伦比子爵
- 海军元帅康寧漢子爵
- 亚历山大·弗莱明
- 戈登·布朗

### 校监
- 阿瑟·貝爾福
- 詹姆斯·马修·巴里
- 約翰·布肯
- 維克托·霍普
- 爱丁堡公爵菲利普亲王
- 安妮长公主

## 华裔校友

### 文化及人文学者

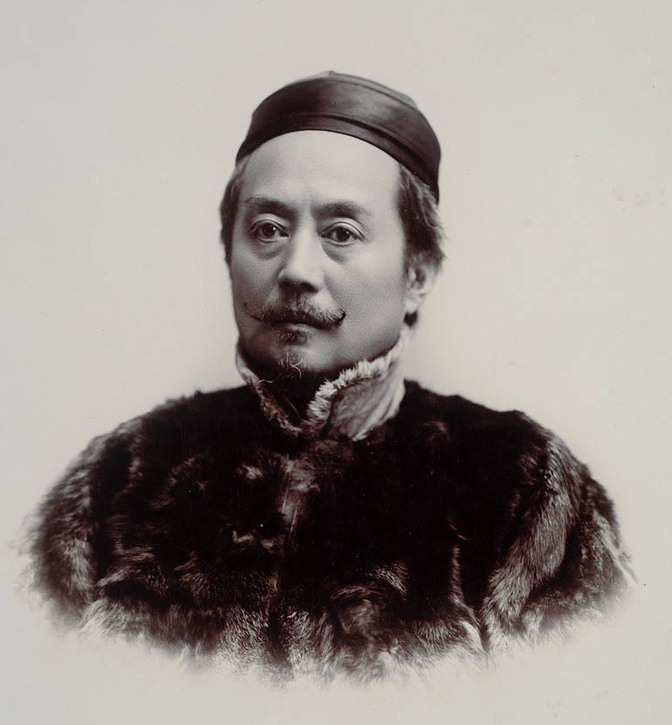
辜鸿铭

- 辜鸿铭，学者、翻译家，精通英、法、德、拉丁、希腊、马来西亚等9种语言，著有《中国人的精神》。
- 傅斯年，历史学家、教育家。五四运动学生领袖之一、中央研究院历史语言研究所的创办者。曾任北京大学代理校长。
- 章士钊，当代民主人士、学者、作家、教育家和政治活动家。
- 杨昌济，伦理学家、教育家，毛泽东的岳父和老师。
- 储安平，中国现代学者、知识分子，民国时期著名评论家，《观察》社长和主编、《光明日报》社总编。1957年因“党天下”言论被作为反右运动典型。
- 朱光潜，当代美学家、文艺理论家、教育家、翻译家，中国现代美学领域的奠基人。
- 陈西滢，文学评论家、翻译家，北京大学教授，与徐志摩创办《现代评论》周刊。
- 凌叔华，中国女作家，“珞珈三女杰”之一。（受邀担任爱丁堡大学中文讲师）[3]
- 袁昌英，中国女作家，“珞珈三女杰”之一。
- 辛笛，原名馨迪，中国现代诗人，九叶派代表。
- 林文庆，中国近代教育家，厦门大学第二任校长。
- 周鲠生，国际法学家，中国第一部宪法起草的四位顾问之一。曾担任武汉大学校长。
- 卢丽安，中共十九大代表、复旦大学外国语言文学学院副院长、感动中国2017年年度人物。
- 申丹 ，北京大学人文学部主任，博雅讲席教授。
- 高岱，北京大学历史系教授，北大研究生院副院长。
- 钱乘旦，著名历史学家，北京大学历史系教授。
- 盛庆琜，國立交通大學校长，台湾教育部部长。

### 科学界

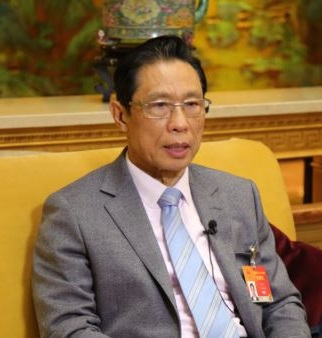
钟南山

- 黄学东，美国国家工程院院士，美国艺术与科学院院士， Zoom首席技术官，计算机科学人工智能专家。
- 程开甲，“两弹一星”元勋、中国科学院院士，理论物理学家。
- 彭桓武，“两弹一星”元勋、中国科学院院士，中国科学院理论物理研究所所长，领导了中国第一代原子弹和氢弹的研究和理论设计的工作。
- 杨立铭，理论原子核物理学家，北京大学教授，兼任中国核物理学会理事长，中国科学院院士。
- 束星北，理论物理学家，被誉为“中国雷达之父”。是李政道、程开甲、吴健雄等物理学家的老师。
- 黄昆，中国科学院院士，中国科学院半导体研究所所长，是中国固体物理学和半导体物理学奠基人之一。
- 钟南山，传染病学家、中国国家卫健委高级专家组组长。
- 李华宗，微分几何学家，中央研究院数学所研究员，中国现代数学的开拓者之一。
- 夏培肃，“中国计算机之母”，筹建了中国的计算机研究机构并在20世纪50年代设计试制成功中国第一台自行设计的通用电子数字计算机。
- 张明觉，美籍华裔生殖生物学家，促成了第一个试管婴儿的诞生并发明了复方口服避孕药；1954年拉斯克奖得主。
- 黄宽，医生，清末中国第一位留英博士，李鸿章幕府医师。
- 林可胜，中华民国卫生部部长、中央研究院首届院士，是中国现代生理学的主要奠基人。
- 滕锦光，中国科学院院士，香港理工大学校长。
- 李未 ，中国科学院院士，北京航空航天大学校长。
- 姚錱，中国科学院院士，中国细胞生物学学会理事长。
- 李明树，中国科学院软件研究所所长。
- 林惠民，中国科学院院士，中科院计算机科学国家重点实验室主任。
- 贺林，中国科学院院士，复旦大学生物医学研究院院长。
- 樊文飞，中国科学院外籍院士，数据库科学家。(现任教员)
- 崔占峰，中国科学院外籍院士，生物学家，牛津大学高等研究院（苏州）院长。
- 朱壬葆，中国科学院院士，病理学家。
- 郭子建，中国科学院院士，生物化学家。
- 陈木法，中国科学院院士，数学家。
- 赵飞克，中国科学院院士，结构力学专家，参与了武汉长江大桥的审查与建造。
- 吴常信，中国科学院院士，动物遗传育种学家，浙江大学动物科学学院院长。
- 马杏垣，中国科学院院士，地质学家，曾任北京大学教授，国家地震局副局长兼地质研究所所长。
- 张林琦，清华大学医学院副院长、教授，兼任北京协和医学院教授。
- 方文培，植物学家。
- 徐近之，中国近代地质学家。
- 吴仲贤，动物遗传学家。

### 政界
- 吳稚暉，中华民国右派政治人物，开国元老。
- 许信良，台湾政治人物、前民主进步党主席和桃园县县长，2000年总统参选人。
- 蕭家淇，曾任台中市副市长、行政院政务委员。
- 林苍祐，馬來西亞华裔、民政党创始人，第二任槟城首席部长。
- 周启濂，中国驻美国总领事、驻加拿大总领事。
- 纪斌，全国台联副会长，第十一届全国政协委员。
- 侯先志，第十一届全国政协委员。
- 周煦良，中国民主促进会中央委员会常务委员，第五届全国政协委员。
- 阎宝航，中国共产党著名间谍、战略情报专家。
- 张为先，东北情报组织创建人。
- 中国人民共和国缔造者之一，国务院总理周恩来曾一度为报考爱丁堡大学前往英国，已初步办妥入学手续，但因学费和语言因素在备考一月后转而放弃。[4]

### 其他
- 黄学东，微软全球人工智能首席技术官。
- 彭耀佳，香港旅遊發展局主席、香港总商会主席。
- 黄梦花，香港上海总会创办人。
- 周兆祥，香港綠色力量创办人。
- 张曼玉，香港演员。
- 黃柏晴，法律系畢業，原灣仔區議會主席黃宏泰之子。